# Pardosa maculata
Pardosa maculata là một loài nhện trong họ Lycosidae.
Loài này thuộc chi Pardosa. Pardosa maculata được Pelegrin Franganillo-Balboa miêu tả năm 1931.